# 松ヶ峯カントリー倶楽部
松ヶ峯カントリー倶楽部（まつがみねカントリーくらぶ）は、新潟県上越市中郷区岡川383番地に広がるゴルフ場である。

## 概要
寿建設・海老原亀久寿は、1968年（昭和43年）春、松ヶ峯遊園の園場整備のため向かう途中、丘陵地で立止まった。そこは、戦前は陸軍の演習場で、戦後は新潟県高田市に払い下げられていた共有地であった。海老原は「景観と地形ともにゴルフ場適地だ」と直感し、安達建設に相談した。海老原と安達建設の鈴木正一は、現地視察を行いゴルフ場建設を決定した。
1968年（昭和43年）11月15日、新たなゴルフ場の建設に向けて母体会社「寿観光開発株式会社」を設立、代表取締役に海老原が就任した。ゴルフ場用地が確保され、コース設計は安達建設の鈴木が、施工は安達建設と、その下で寿建設に決まった。鈴木は、井上誠一と佐藤儀一の下で設計経験があり、その手腕には定評があった。順調に進んだが会員募集で足踏みした、上越地方はゴルフ人口が少ないからである、それを助けたのが地元高田市の皆川製菓の皆川進、野尻湖のリゾート経営会社の池田博隆だった。
1969年（昭和44年）8月10日、9ホールのゴルフ場が完成、開場された。1972年（昭和47年）8月1日、18ホールのゴルフ場が完成、開場された。1991年（平成3年）、コース設計を海老原によって神奈コース9ホールの増設に着手、1993年（平成5年）、神奈コース9ホールの増設が完成、合計27ホール規模のゴルフ場が完成した。海老原は亀久寿の息子で、立教大学を卒業後、サンディエゴ・ゴルフ・アカデミーのコース設計管理学を専攻、帰国後、安達建設に入社し鈴木の下で設計に携わった。
コースからは、雄大な妙高山が眼前に望める高原のコースで、丘陵コースだが広くフラットで微妙なアンジュレーションのあるフェアウェイが広がっている。

## 所在地
〒949-2318 新潟県上越市中郷区岡川383番地　

## コース情報
- 開場日 - 1969年8月10日
- 設計者 - 鈴木 正一
- 面積 - 1,200,000m2（約36.3万坪）
- コースタイプ - 丘陵コース
- コース - 27ホールズ、パー108、10,003ヤード、コースレート 妙高･黒姫70.9、黒姫･神奈71.2、神奈･妙高 71.3
- グリーン - 1グリーン、ベント（ペンクロス）
- フェアウエイ - ベント
- ラフ - ノシバ
- ハザード - バンカーの71、池が絡むホール9
- プレースタイル - 乗用カート(5人乗り)　、乗用カート(人乗り)自走式、キャディ・セルフ選択可
- 練習場 - 無し
- 休場日 - 冬期間クローズ[4][5]

## クラブ情報
- ハウス面積 - 2,407m2（728.1坪）
- ハウス設計 - ザイマ設計事務所
- ハウス施工 - 河村建業株式会社[4][5]

## ギャラリー
- コース - 「松ヶ峯カントリー倶楽部」、コース紹介
- ハウス - 「松ヶ峯カントリー倶楽部」、クラブハウス

## 交通アクセス
鉄道
- えちごトキめき鉄道妙高はねうまライン - 関山駅よりタクシー利用 3km 約5分

道路
- 上信越自動車道 - 中郷ICより 3km 約5分
- 北陸自動車道 - 上越ICより 約40分[6]

## エピソード
- 寿建設社長・海老原亀久寿は、1962年（昭和37年）に開場した安達建設が経営する「京都ゴルフ倶楽部」・舟山（京都府、1948年（昭和23年）開場、設計・上田治）の造成工事に協力、造成の経歴が長い[7]。
- 海老原亀久寿は、1988年（昭和63年）、「エビハラスポーツマン株式会社」を設立、「夏泊ゴルフリンクス」（青森県、1992年（平成4年）開場、設計・海老原寿人）、「水戸グリーンカントリークラブ」・山方（茨城県、1972年（昭和47年）開場、設計・海老原寿人・鈴木正一）を開発、5カ所のゴルフ場を経営している[7]。

## 関連文献
- 『ゴルフ場ガイド 東版』2006-2007、「松ヶ峯カントリー倶楽部（新潟県）」、東京 ゴルフダイジェスト社、2006年5月、2020年7月18日閲覧
- 『美しい日本のゴルフコース BEAUTIFUL GOLF CULTURE IN JAPAN 日本のゴルフ110年記念 ゴルフは日本の新しい伝統文化である』、ゴルフダイジェスト社「美しい日本のゴルフコース」編纂委員会編、「松ヶ峯カントリー倶楽部」、東京 ゴルフダイジェスト社、2013年12月、2020年7月18日閲覧